# Psychoda terskolina
Psychoda terskolina är en tvåvingeart som beskrevs av Vaillant och Joost 1983. Psychoda terskolina ingår i släktet Psychoda och familjen fjärilsmyggor. Inga underarter finns listade i Catalogue of Life.